# Rio-Grande-Ziesel
Der Rio-Grande-Ziesel (Ictidomys parvidens, Syn.: Spermophilus parvidens, Spermophilus mexicanus parvidens) ist eine Hörnchenart aus der Gattung Ictidomys. Er lebt im nördlichen Mexiko sowie im südlichen New Mexico und dem westlichen Texas.

## Merkmale
Der Rio-Grande-Ziesel erreicht eine Kopf-Rumpf-Länge von etwa 21,6 bis 32,5 Zentimetern, der Schwanz wird etwa 8,0 bis 13,0 Zentimeter lang und ist damit weniger als halb so lang wie der restliche Körper. Das Gewicht beträgt 90 bis 210 Gramm. Die Tiere haben eine oliv-graue bis hellbraune Rückenfärbung mit einer Zeichnung aus neun unterbrochenen weißen bis hell-sandfarbenen Fleckenreihen, die vom Nacken bis zum Schwanzansatz laufen. Die Schnauze und das Kinn sind gelblich bis ocker- oder zimtfarben, außerdem besitzen die Tiere einen auffälligen hellen Augenring. Der Bauch und die Flanken sind hell sandfarben bis weiß. Der Schwanz ist gräulich schwarz und mit der sandfarbenen Tönung des Bauches durchsetzt.
In seinem Aussehen gleicht der Rio-Grande-Ziesel sehr stark dem Mexikanischen Ziesel (Ictidomys mexicanus) in Zentralmexiko, dem er lange als Unterart zugeschlagen wurde.

## Verbreitung

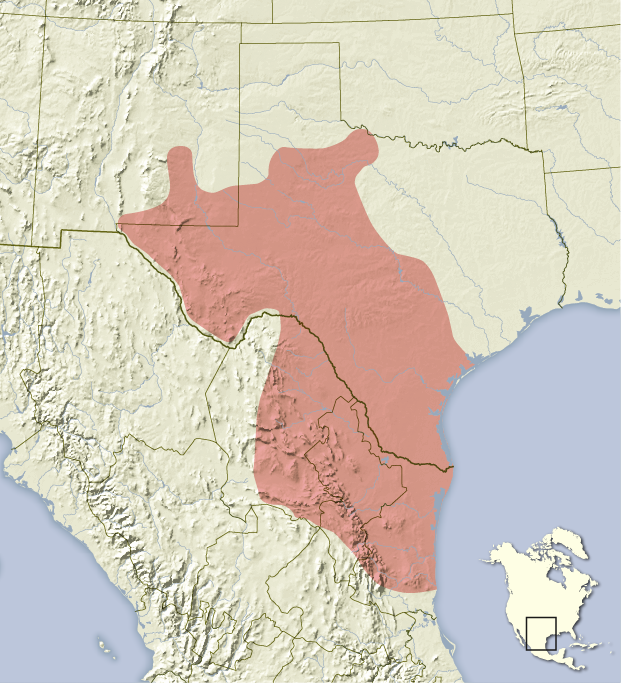
Verbreitungsgebiet des Rio-Grande-Ziesels

Der Rio-Grande-Ziesel kommt im nördlichen Mexiko in den Bundesstaaten Coahuila, Nuevo León, Tamaulipas, Durango und Zacatecas sowie im südlichen New Mexico und dem westlichen Texas vor.

## Lebensweise
Der Rio-Grande-Ziesel ist tagaktiv und lebt in trockenen Gebieten im Grasland und in Gras-Gebüsch-Landschaften des Verbreitungsgebiets, dabei kann er auch in anthropogen angelegten Grasgebieten wie Friedhöfen oder Golfplätzen vorkommen. Er ist omnivor und die Nahrung besteht vor allem aus verschiedenen Pflanzenteilen wie Blättern, Sprossen, Blüten sowie Samen von Gräsern, Kräutern, Gebüschen und Kakteen. Hinzu kommen Insekten und andere tierische Kost wie kleine Wirbeltiere, wenn diese verfügbar sind.
Die Tiere leben wie andere Erdhörnchen am Boden und in unterirdischen Bauen. Der Hauptbau der Tiere für die Jungenaufzucht und Überwinterung ist in der Regel etwa 1,5 Meter tief und kann aus mehreren Kammern und vernetzten Gängen mit mehreren Ausgängen bestehen. Daneben nutzen die Tiere mehrere kurze Fluchtbaue. In günstigen Lebensräumen können die Tiere Kolonien aus mehreren Bauen bilden, die soziale Verknüpfung ist jedoch wenig ausgeprägt. Die Bewegungsräume der Tiere sind klein und betragen in der Regel weniger als 90 Meter und Territorien der einzelnen Tiere können überlappen. In milden Klimabereichen sind die Tiere während des gesamten Winters aktiv, in den meisten Regionen überwintern sie jedoch für bis zu sieben Monate beginnend vom späten Juli bis September. Die erwachsenen Männchen beginnen spätestens im August mit der Winterruhe, die Weibchen und Jungtiere etwas später im September oder sogar erst im Oktober. Die Männchen erwachen in der Regel im März zwei bis vier Wochen vor den Weibchen und bereiten sich auf die Paarung vor, indem sie ihr Körpergewicht durch intensive Nahrungsaufnahme erhöhen. Die Paarungszeit beginnt nach dem Erwachen der Weibchen im Frühjahr und dauert etwa 30 bis 70 Tage bis zum April. Die Weibchen gebären nach einer Tragzeit von 28 bis 30 Tagen einen Wurf von zwei bis zehn, durchschnittlich fünf bis sechs, Jungtieren. Die Jungtiere verlassen den Bau erstmals im späten Mai bis August, im August werden sie vom Muttertier entwöhnt.
Die Mortalität der Jungtiere im ersten Jahr liegt bei 70 %, die Überlebensrate der erwachsenen Tiere ist mit 53 bis 63 % relativ hoch. Die wichtigsten Fressfeinde für den Rio-Grande-Ziesel sind wahrscheinlich Katzen, Hunde, Marder, Greifvögel und Schlangen. Bei Gefahr stoßen die Tiere einen schrillen Alarmruf aus.

## Systematik
Der Rio-Grande-Ziesel wird als eigenständige Art innerhalb der Gattung der Ictidomys eingeordnet, die aus drei Arten besteht. Er wurde regelmäßig dem Mexikanischen Ziesel als Unterart zugeschlagen und entsprechend nicht als eigenständige Art betrachtet. Der Mexikanische Ziesel mit seinen Unterarten wurde lange als Teil der Ziesel und darin innerhalb der Untergattung Ictidomys eingeordnet, nach einer umfassenden molekularbiologischen Untersuchung wurde sie jedoch der nun eigenständigen Gattung Ictidomys zugeordnet. Die wissenschaftliche Erstbeschreibung stammt von dem amerikanischen Naturforscher Edgar Alexander Mearns aus dem Jahr 1896. Er beschrieb die Art anhand von Individuen am Fort Clark im Kinney County in Texas.
Innerhalb der Art werden neben der Nominatform keine Unterarten unterschieden.

## Status, Bedrohung und Schutz
Der Rio-Grande-Ziesel wird von der International Union for Conservation of Nature and Natural Resources (IUCN) nicht gelistet, sondern gemeinsam mit dem Mexikanischen Ziesel betrachtet und als nicht gefährdet (Least concern) eingeordnet. Begründet wird dies durch das vergleichsweise große Verbreitungsgebiet, die angenommen großen Bestandszahlen und die Fähigkeit, zahlreiche unterschiedliche Lebensräume zu nutzen. Potenzielle bestandsgefährdende Risiken sind nicht bekannt.

## Belege
1. 1 2 3 4 5 6 7 8 9 10 11  Richard W. Thorington Jr., John L. Koprowski, Michael A. Steele: Squirrels of the World. Johns Hopkins University Press, Baltimore MD 2012; S. 269–270. ISBN 978-1-4214-0469-1
2. 1 2  Spermophilus (Ictidomys) mexicanus parvidens In: Don E. Wilson, DeeAnn M. Reeder (Hrsg.): Mammal Species of the World. A taxonomic and geographic Reference. 2 Bände. 3. Auflage. Johns Hopkins University Press, Baltimore MD 2005, ISBN 0-8018-8221-4.
3. ↑  Matthew D. Herron, Todd A. Castoe, Christopher L. Parkinson: Sciurid phylogeny and the paraphyly of holarctic ground squirrels (Spermophilus). Molecular Phylogenetics and Evolution 31, 2004; S. 1015–1030. (Volltext (Memento des Originals vom 17. April 2015 im Internet Archive)  Info: Der Archivlink wurde automatisch eingesetzt und noch nicht geprüft. Bitte prüfe Original- und Archivlink gemäß Anleitung und entferne dann diesen Hinweis., PMID 15120398)
4. ↑  Kristofer M. Helgen, F. Russell Cole, Lauren E. Helgen, Don E. Wilson: Generic Revision in the holarctic ground squirrels genus Spermophilus. Journal of Mammalogy 90 (2), 2009; S. 270–305. doi:10.1644/07-MAMM-A-309.1
5. ↑  Carole J. Young, J. Knox Jones, Jr.: Spermophilus mexicanus. Mammalian Species 164, 1982; S. 1–4. (Volltext (Memento des Originals vom 16. März 2016 im Internet Archive)  Info: Der Archivlink wurde automatisch eingesetzt und noch nicht geprüft. Bitte prüfe Original- und Archivlink gemäß Anleitung und entferne dann diesen Hinweis.)
6. 1 2 3  Ictidomys mexicanus in der Roten Liste gefährdeter Arten der IUCN 2015.4. Eingestellt von: A.V. Linzey, R. Timm, S.T. Álvarez-Castañeda, I. Castro-Arellano, T. Lacher, 2008. Abgerufen am 23. Mai 2016.